# Pavé d’Hornaing à Wandignies-Hamage
Der Sektor Pavé d'Hornaing à Wandignies-Hamage ist ein 3700 Meter langer mit Kopfsteinen gepflasterter Weg, welcher bei Paris–Roubaix von Hornaing in Richtung Wandignies-Hamage verwendet wird.

## Charakteristik
Der Sektor Pavé d'Hornaing à Wandignies-Hamage ist mit der Schwierigkeitsstufe von vier Sternen ausgezeichnet. Das Kopfsteinpflaster ist durchschnittlich gut, jedoch ist der Sektor der längste Abschnitt bei Paris–Roubaix. Der Sektor besteht aus zwei Abschnitten: Im ersten, kurzen Teil von Hornaing nach Erre kreuzen die Fahrer die Bahngleise der Linie Douai–Valenciennes. Am Ortsrand von Erre hört das Kopfsteinpflaster kurz auf, bevor auf Höhe des Wasserturms, wo die John-Degenkolb-Stele steht (siehe „Geschichte“), der zweite, längere Kopfsteinabschnitt beginnt. Von hier nach Wandignies-Hamage sind es knapp drei Kilometer.

## Geschichte
Seit 1983 bis 1987 wurde der Sektor, allerdings nur die 2900 Meter von Erre nach Wandignies-Hamage, befahren. Neben Paris–Roubaix war der Sektor auch viermal in der Tour de France vertreten:
- 2004 wurde auf der 3. Etappe der Tour de France 2004 dieser Sektor befahren, und anscheinend war für einige Klassement-Fahrer, wie Iban Mayo, Christophe Moreau und Denis Menschow, der Erwartungsdruck vor Erreichung des Sektors, hier Pavé Erre genannt wegen der verkürzten Strecke, zu groß, und sie verloren viel Zeit auf die anderen Favoriten.[2]
- Ein weiteres Mal wurde der Sektor während der dritten Etappe der Tour de France 2010 befahren, allerdings nur die 2900 m von Erre nach Wandignies-Hamage.
- In der fünften Etappe der Tour de France 2014 fuhr man den Sektor in umgekehrter Fahrtrichtung.[3][4]
- Während der fünften Etappe der Tour 2022 wurde der Sektor erneut von Erre nach Wandignies-Hamage genutzt.

Im Februar 2020 wurde der Sektor offiziell in Pavé John Degenkolb umbenannt. Neben seinem Sieg bei Paris–Roubaix 2015, war sein Engagement für die Unterstützung von Paris–Roubaix Juniors verantwortlich für die Benennung des Sektors.

## Bildergalerie

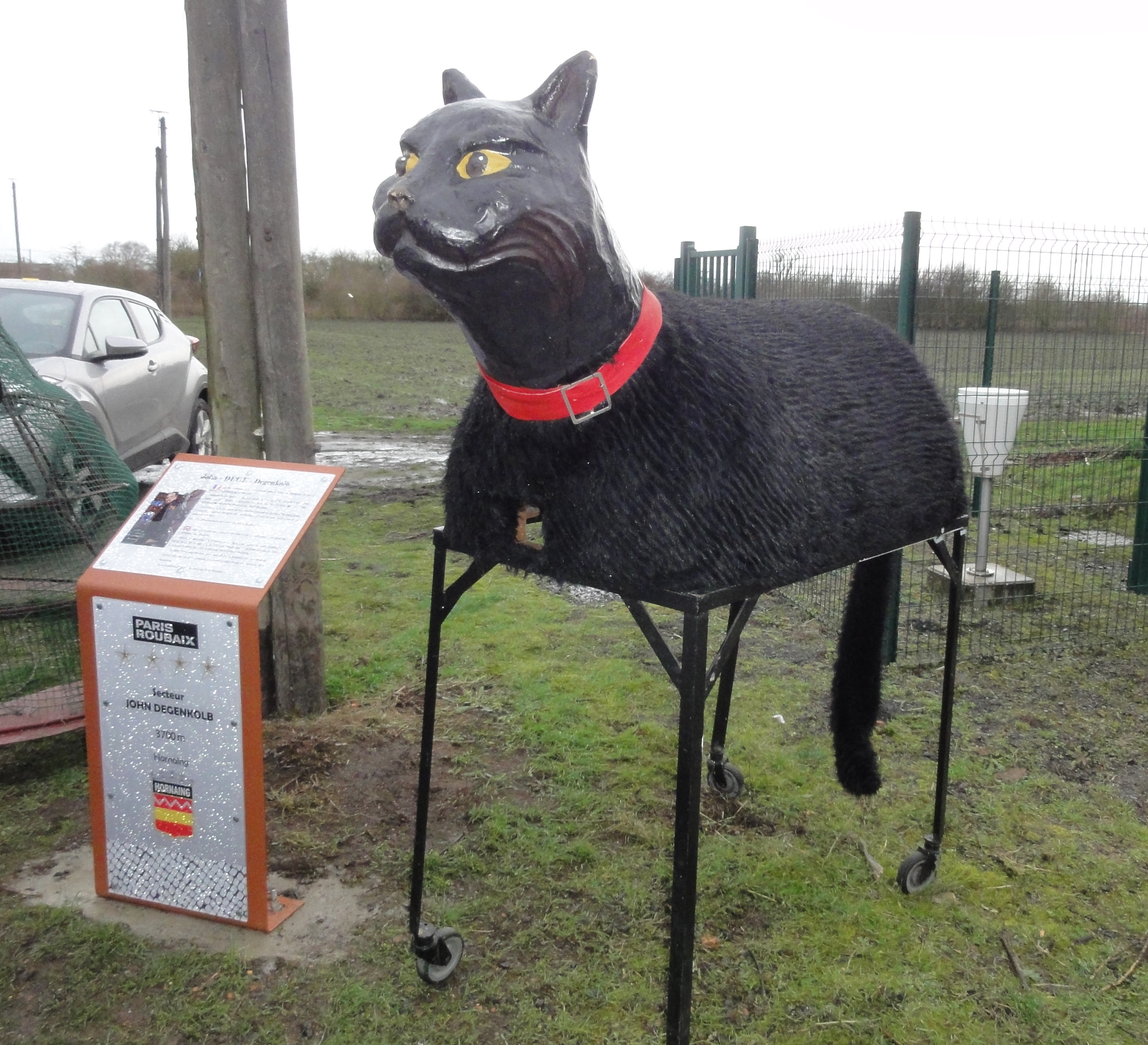
Beginn Sektor Pavé d'Hornaing à Wandignies-Hamage
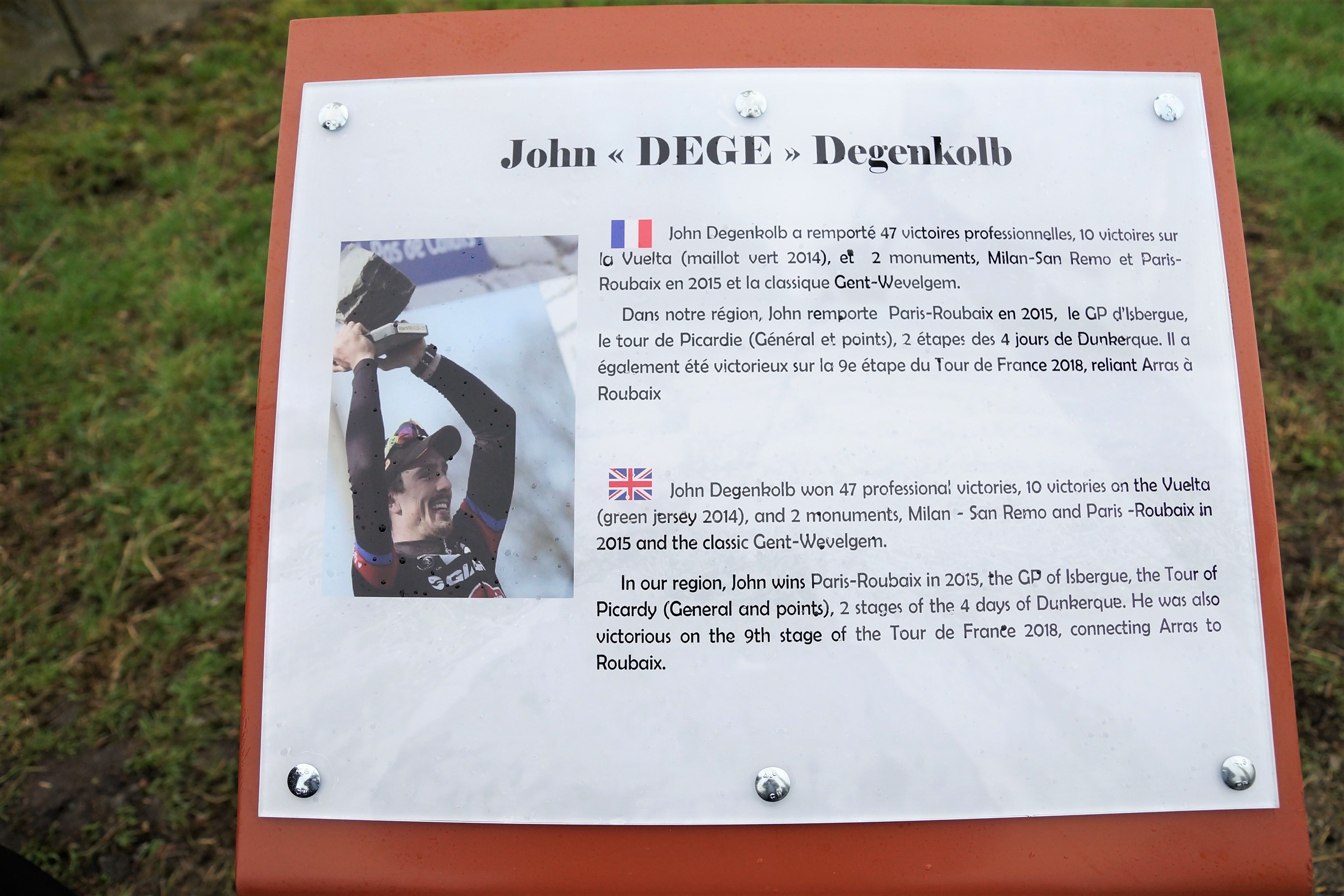
Stele Pavé John Degenkolb mit Info-Tafel an den Wassertürmen
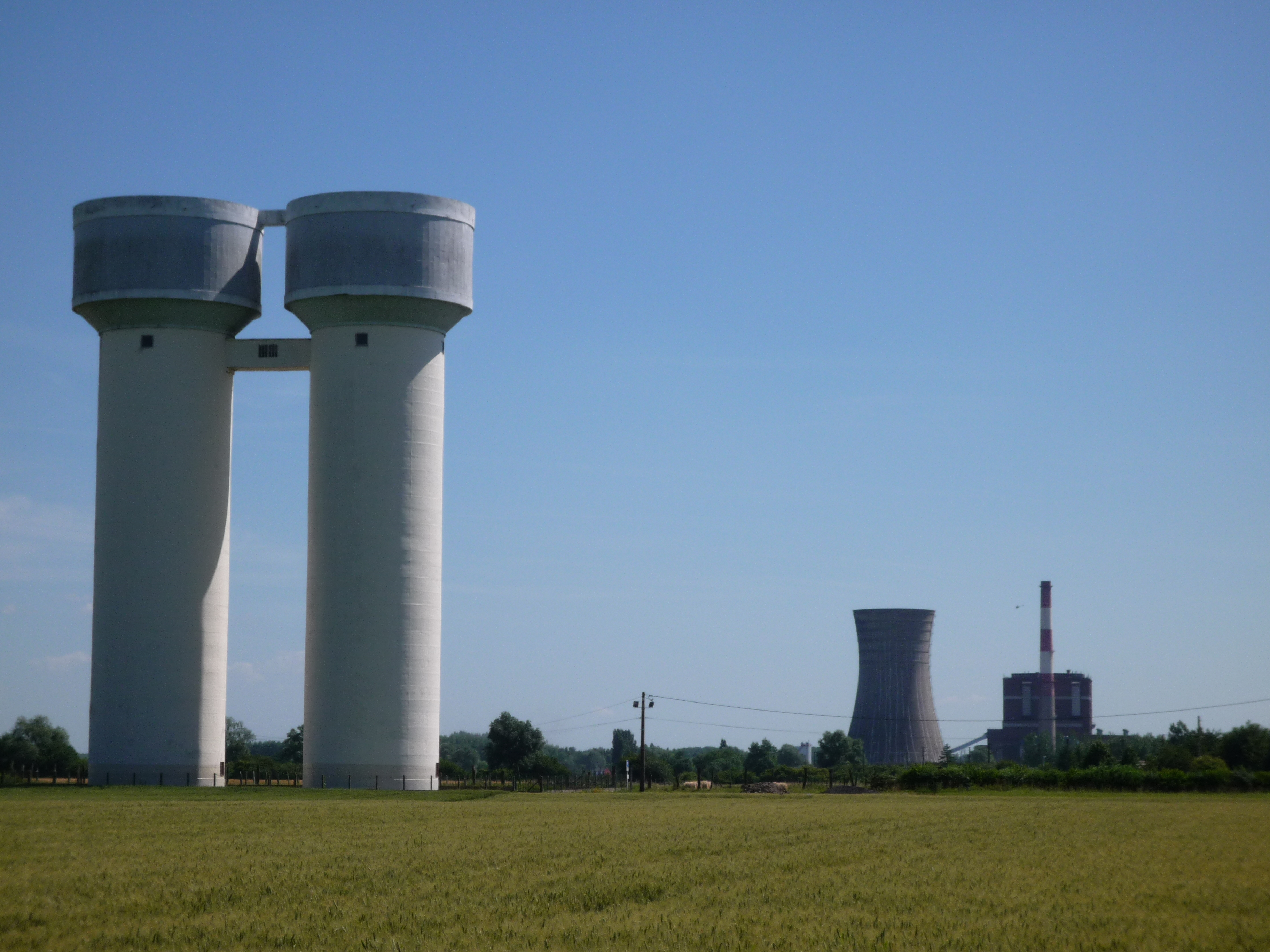
Sektor Pavé John Degenkolb mit den weithin sichtbaren 2 Wassertürmen
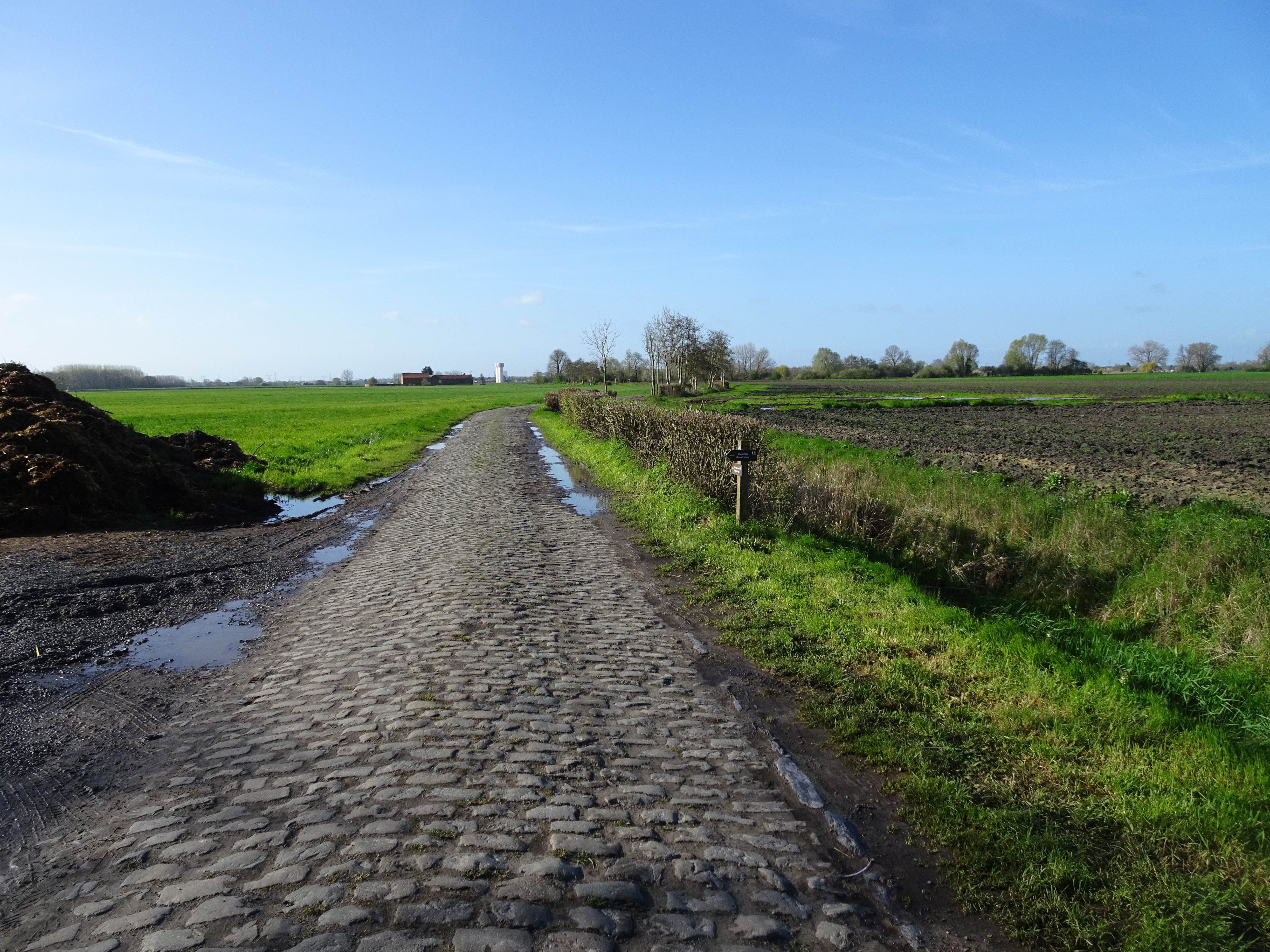
Beschaffenheit des Sektors im Mittelteil
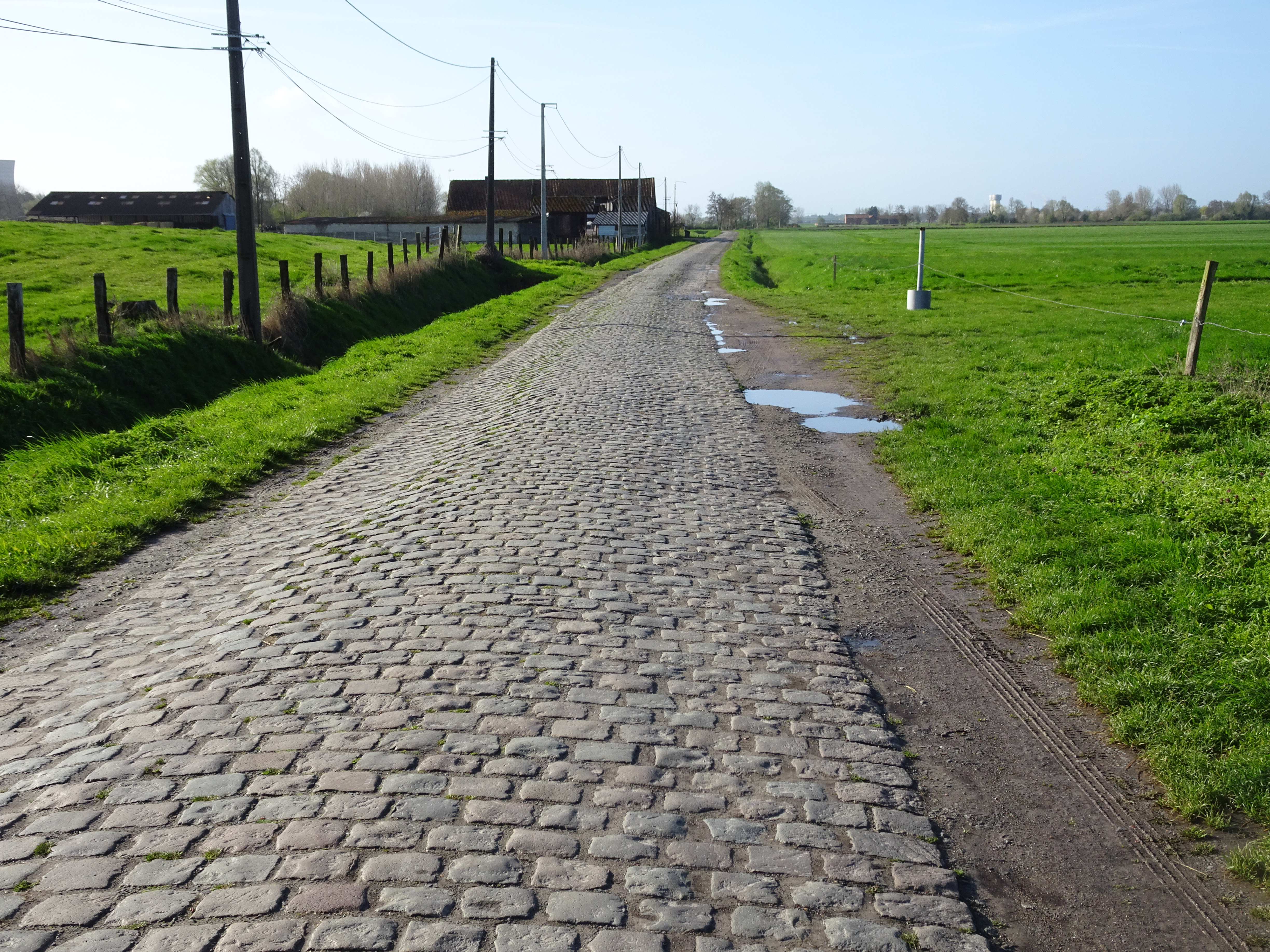
Beschaffenheit des Sektors im Schlussteil
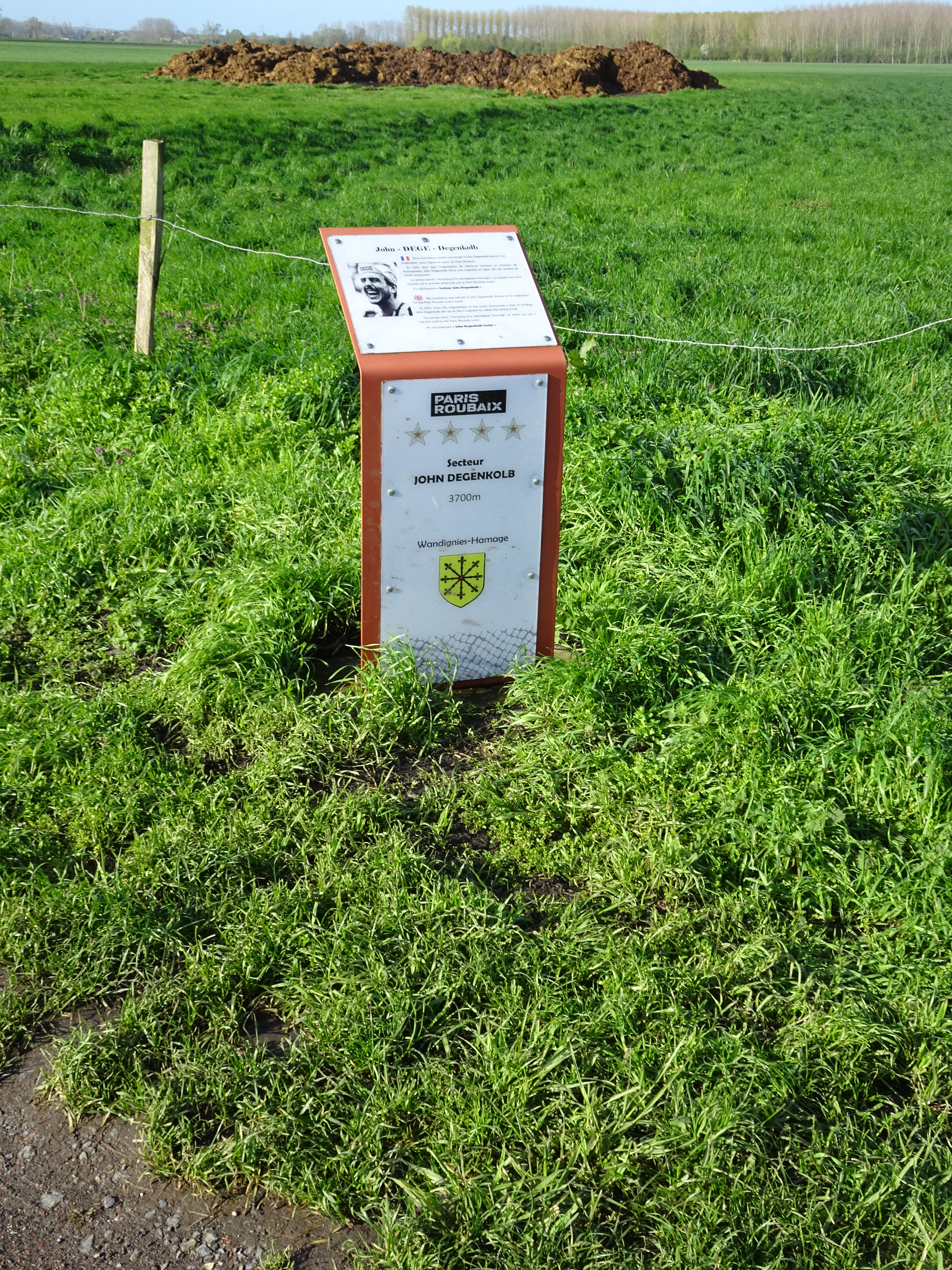
Ende Sektor Pavé d'Hornaing à Wandignies-Hamage kurz vor Wandignies-Hamage
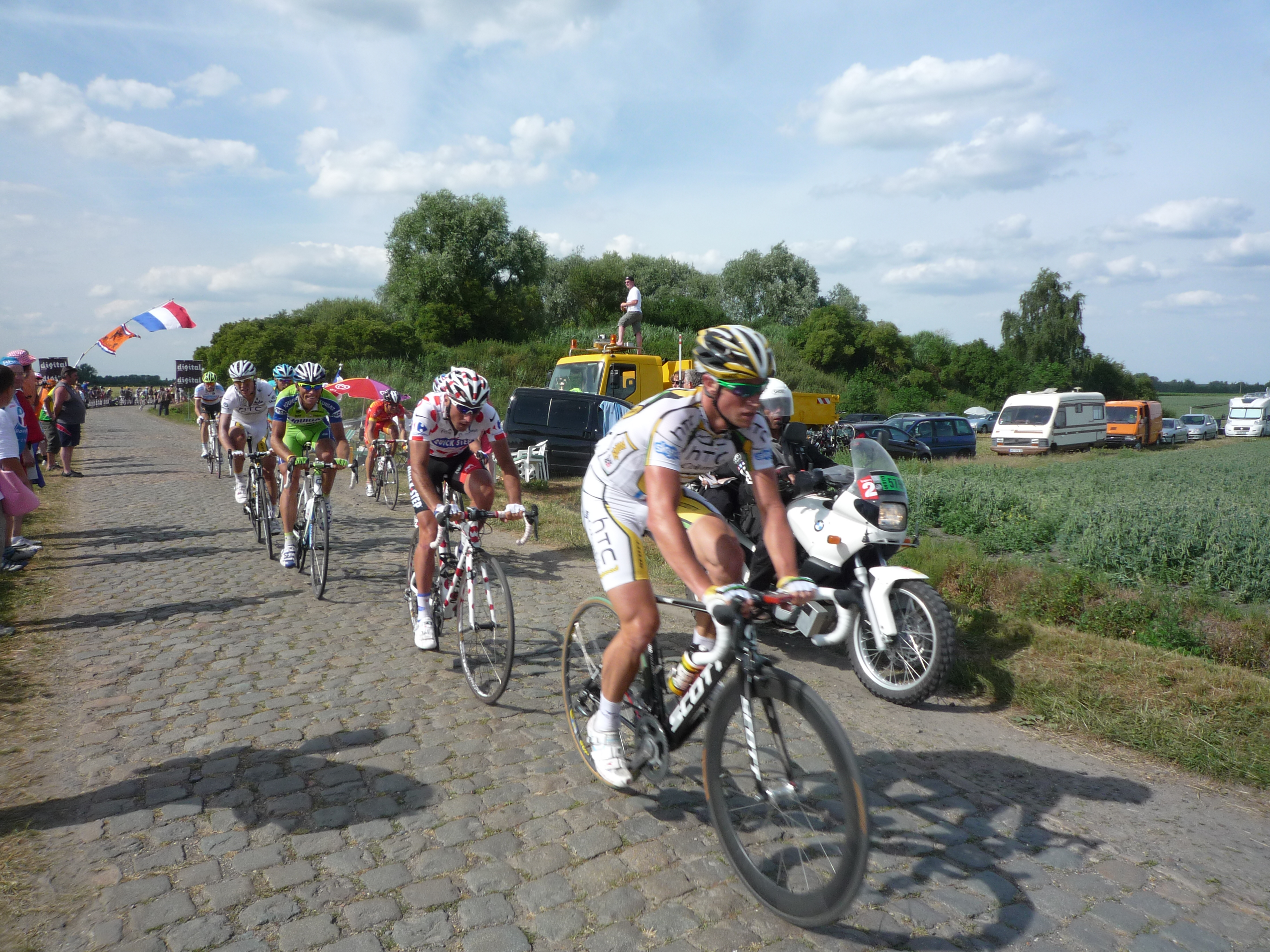
Fahrer auf der 3. Etappe der Tour de France 2010
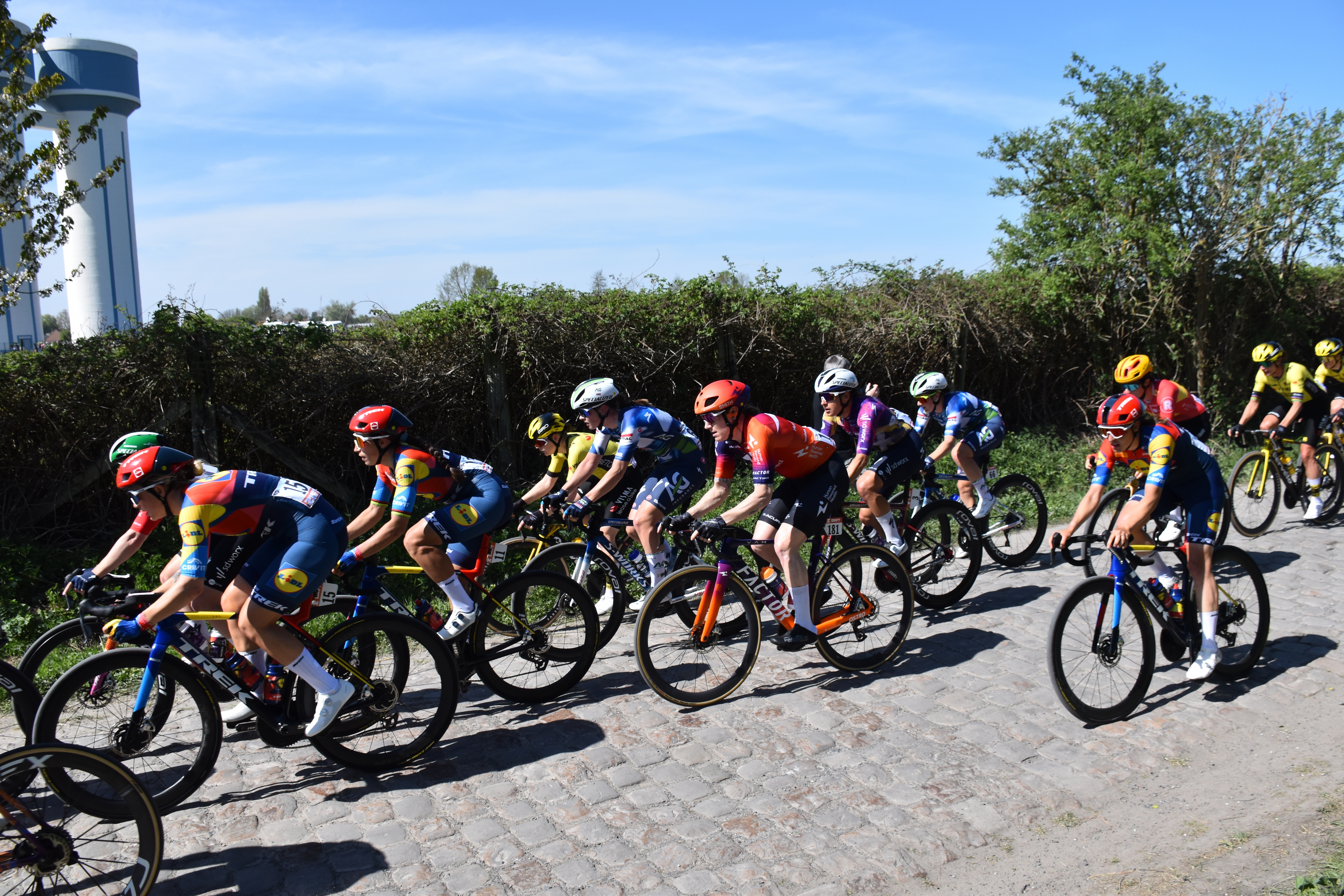
Paris-Roubaix Femmes 2025